# 翟坡镇
翟坡镇，是中华人民共和国河南省新乡市新乡县下辖的一个乡镇级行政单位。

## 行政区划
翟坡镇下辖以下地区：
南西村、高任旺村、李任旺村、杨任旺村、任小营村、南东队村、牛任旺村、红林村、北翟坡村、岗头村、东营村、西营村、周王庄村、大送佛村、小送佛村、西大阳村、中大阳村、东大阳村、兴宁村、焦田庄村、寺王村和常兴铺村。